# Youth (Troye Sivan)
Youth is een nummer van de Australische zanger Troye Sivan uit 2016. Het is de eerste single van zijn debuutalbum Blue Neighbourhood.
Volgens Sivan gaat "Youth" over "naïef zijn en alles laten vallen, wegrennen, fouten maken, te hard liefhebben... en hoe al die dingen gewoon helemaal oké zijn." Het nummer werd wereldwijd een klein hitje. In Sivans thuisland Australië deed het nummer het wel aardig met een 17e positie. In Nederland had het nummer niet veel succes; daar haalde het de 7e positie in de Tipparade. Het nummer wist de Vlaamse Ultratop 50 wel te halen; daar haalde het een bescheiden 32e notering.